# Oliver Janich
Oliver Janich (Monaco di Baviera, 3 gennaio 1969) è un giornalista, scrittore e politico tedesco.
Janich è presidente del Partito della Ragione (Partei der Vernunft).

## Opere
- Money-Management. Rationalität und Anwendung des Fixed-fractional-Ansatzes. TM-Börsenverlag, Rosenheim 1996, ISBN 3-930851-10-5
- Das Kapitalismus-Komplott. Die geheimen Zirkel der Macht und ihre Methoden. FinanzBuch-Verlag, München 2010, ISBN 978-3-89879-577-7